# Iyri
Iyri est le grand prêtre de Ptah de Memphis sous le règne de Séthi II (XIXe dynastie).

## Carrière
Outre la fonction de premier pontife memphite, Iyri portait également les titres religieux de :
- Père divin
- Prêtre-sem de Ptah
- Supérieur des secrets du temple de Ptah
- Premier prophète d'Osiris seigneur de Rosétaou
- Directeur des prophètes

Il occupait également d'importantes charges civiles telles que :
- Gouverneur de la ville
- Premier noble à la tête du Double Pays
- Directeur des Grands du royaume

Une statue le représentant est conservée au Musée du Louvre. Le grand prêtre est accroupi, vêtu d'un grand pagne plissé et coiffé d'une perruque ornée de la longue natte caractéristique de son rang de Prêtre-sem. Il croise les bras au-dessus de ses genoux devant lesquels est placé un naos contenant une statue du dieu Ptah-Sokar. Ses titres et son nom sont gravés sur les montants du naos ainsi que sur le socle de la statue. Bien que sa provenance ne soit pas connue il est probable qu'elle provienne de Memphis, placée dans le grand temple de Ptah.

## Généalogie
Si le nom de l'épouse d'Iyri ne nous est pas parvenu, une partie de sa descendance nous est connue grâce aux différents éléments à son nom retrouvés à ce jour constitués par la seule statue connue du grand prêtre et par les quelques reliefs faisant partie de sa tombe.

## Tombeau
Des éléments de sa tombe ont été retrouvés à Memphis, réutilisés dans la nécropole d'autres membres du clergés memphite des XXIe et XXIIe dynasties, située à l'ouest du petit temple de Ptah de Ramsès II.
C'est au cours du dégagement de cet édifice et de ses environs immédiats, que Rudolf Anthes a mis au jour les restes de cette nécropole et les vestiges en calcaire au nom du grand prêtre Iyri. Ils consistent en un panneau orné d'un grand relief le représentant en compagnie de son épouse, dont le nom est perdu, ainsi que de leurs enfants figurés à plus petite échelle au-dessous du couple. Ce panneau était inséré dans une double fausse porte dont un des montants et le linteau surmonté d'une corniche à gorge égyptienne ont permis d'en restituer l'aspect général.
Les égyptologues, au vu de l'aspect à peine dégrossi du revers de ces blocs, formulent l'hypothèse qu'ils décoraient un édifice en brique crue, à la manière d'un parement, et devaient donc appartenir à la chapelle du culte funéraire du grand prêtre. L'emplacement de la chapelle et du tombeau est en revanche perdu et si, comme la plupart des tombes des dignitaires memphites de la XIXe dynastie, ce tombeau se trouve à Saqqarah il faut accepter l'idée qu'elle a été démantelée puis transportée à Memphis pour servir de matériau de remploi dans l'édification d'une nouvelle nécropole. 
La pratique du réemploi est courante dans l'Égypte antique, toutefois le fait que ces vestiges de la chapelle funéraire d'Iyri aient été retrouvés à Memphis et non dans la grande nécropole de la cité pet tout aussi bien indiquer que le grand prêtre a choisi de se faire inhumer au plus proche du dieu qu'il a servi pendant sa carrière. Dans ce cas il serait ainsi l'initiateur d'une pratique qui fera date pendant toute la Troisième Période intermédiaire.